# Воля-Раніжовська
Воля-Раніжовська (пол. Wola Raniżowska) — село в Польщі, у гміні Раніжув Кольбушовського повіту Підкарпатського воєводства.
Населення — 2299 осіб (2011).
У 1975-1998 роках село належало до .

## Демографія
Демографічна структура станом на 31 березня 2011 року:
|          | Загалом | Допрацездатний вік | Працездатний вік | Постпрацездатний вік |
| -------- | ------- | ------------------ | ---------------- | -------------------- |
| Чоловіки | 1209    | 268                | 808              | 133                  |
| Жінки    | 1090    | 251                | 598              | 241                  |
| Разом    | 2299    | 519                | 1406             | 374                  |